# Edward-VIII-Schelfeis
Koordinaten: 66° 50′ S, 56° 33′ O
Das Edward-VIII-Schelfeis ist ein Schelfeis, das den landnahen Teil des Edward-VIII-Bucht an der Küste des ostantarktischen Kemplands einnimmt. Der nördliche Abschnitt wurde ursprünglich Innviksletta (norwegisch für Innere Buchtebene) benannt.
Dies geschah durch norwegische Kartografen, die das Schelfeis anhand von Luftaufnahmen kartiert hatten, die bei der Lars-Christensen-Expedition 1936/37 entstanden sind. Die erste Anlandung unternahm 1954 die Mannschaft um den australischen Geodäten Robert George Dovers (1921–1981) im Rahmen der Australian National Antarctic Research Expeditions. Infolge der dabei vorgenommenen Vermessung wurde das Schelfeis in Verbindung mit der gleichnamigen Bucht nach dem britischen Monarchen Edward VIII. benannt.